# Ураган в Москве (1998)
Ураган 1998 года в Москве — стихийное бедствие, произошедшее в Москве и Московской области в ночь с субботы (20) на воскресенье (21 июня).
Несмотря на то, что это стихийное бедствие в прессе было названо ураганом, фактически оно таковым не является и классифицируется как шквалистый ветер.
Ураган 1998 года был самым разрушительным подобным стихийным бедствием в Москве после смерча 1904 года. По количеству жертв его превысил ураган в Москве 2017 года.

## Хронология
Летом 1998 года на европейской части России во 2-й раз за век стояла сильная жара (после 1972 года) (+30…+32 °C), а 20 июня — до +34 °C. 19 июня грозовой фронт докатился до Москвы, но существенных осадков в этот день не дал. После первого грозового фронта в этот же день вернулась жара. Первый грозовой фронт сильно сместился на север, и над территорией Украины закружил новый циклон. Данный циклон был богат на сильные осадки (разница за и перед фронтом была до +10°С). В течение дня 20 июня с запада пришёл резко выраженный грозовой фронт, состоящий из низких кучевых облаков с вершинами до 14 км. Атмосферное давление стало падать, свидетельствуя о скором ухудшении погоды.
На Москву и Московскую область надвигается ураган и тропический ливень, сметая всё на своём пути. На границе воздушных масс с большой разницей температур стал возникать мощный грозовой фронт. Первые грозы начались в 21:45 в Серпухове (80 км к югу от Москвы), а также на юге и юго-востоке Московской области. Холодные потоки столкнулись с тёплыми, фронт стал двигаться на север и около 22:40 на Москву обрушивается сильный шквалистый ветер, сопровождавшийся сильнейшим ливнем, крупным градом и очень интенсивной грозой. Некоторые очевидцы утверждали, что наблюдали смерч.
Максимальная скорость ветра достигала 31 м/с. В результате проливного дождя всего за несколько часов в Москве выпала половина месячной нормы осадков — 35 мм. К трём часам ночи 21 июня грозовой фронт переместился на север Московской области в направлении Дмитрова, из-за чего впоследствии в лесах в районе Лыткарино и за Лобней образовались многочисленные лесоповалы и прогалины.
За одну ночь выпала месячная норма осадков. Шквал, словно траву, скосил 70 тысяч деревьев, рухнули рекламные щиты и подъёмные краны. Не обошлось без жертв — погибло 11 человек, 3 — при падении крана, по области — свыше 200 раненых. Упавшие стволы тополей и берёз снесли в прямом смысле 12 зубцов Кремлёвской стены, сорваны кровельные листы с множества жилых домов и с крыш Кремля, повреждена кровля ГАБТ, наземь сброшены кресты Новодевичьего монастыря.

## Последствия урагана

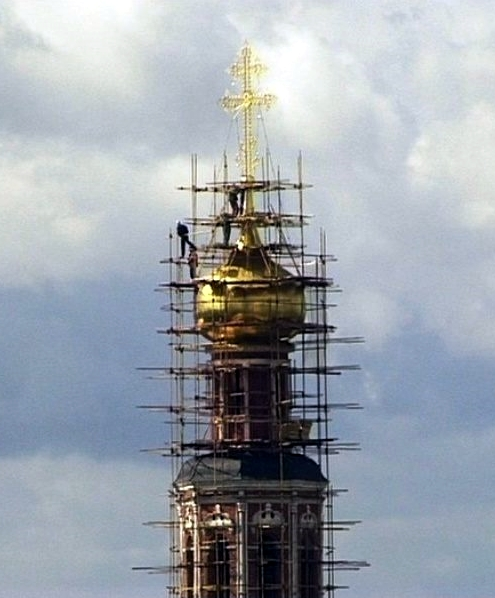
Установка нового креста (после его разрушения ураганом) на колокольне Новодевичьего монастыря, 1998

В результате шквалистого ветра погибло 11 человек. Около 200 человек получили ранения. Было повалено более 48 тысяч деревьев. Различные повреждения получили 2157 жилых строений. Произошло 744 обрыва уличной осветительной сети. Из-за повреждений троллейбусных и трамвайных контактных сетей была нарушена работа городского общественного транспорта.
Шквалистым ветром была повреждена кровля Большого театра и Большого Кремлёвского дворца. Упавшие стволы деревьев сломали 12 зубцов стены Московского Кремля. Были сорваны ветром кресты Новодевичьего монастыря и серьёзно повреждено надгробие поэта-партизана Дениса Давыдова, находящееся на территории монастыря.
Также пострадало здание музея АО «Москвич», была повреждена часть автомобилей, которые впоследствии были восстановлены.
Ущерб от шквалистого ветра составил 1 млрд рублей. Устранением последствий стихийного бедствия ежедневно занимались более 50 тысяч человек.
На следующий день после стихийного бедствия власти Москвы выступили с резкой критикой Росгидромета, который не предупредил о возможном урагане.